# Sonate K. 537
La sonate K. 537 (F.481/L.293) en la majeur est une œuvre pour clavier du compositeur italien Domenico Scarlatti.

## Présentation
La sonate K. 537 en la majeur, notée Prestissimo, est la seconde d'une paire, avec la sonate précédente. L'ouverture évoque la polyrythmie de la sonate K. 193 ou la 69, avec des imitations reprises par séquences de plus en plus courtes. Dès le dernier temps de la mesure 11 (et jusqu'à la mesure 20), Scarlatti joue en présentant deux rythmes contradictoires et décalés : dans une pulsation à 
, « la main droite est jetée dans une métrique alla breve, alors que la main gauche avance elle aussi alla breve mais avec une noire d'avance ! ».

## Manuscrits
Le manuscrit principal est le numéro 24 du volume XIII (Ms. 9784) de Venise (1757), copié pour Maria Barbara ; les autres sont Parme XV 24 (Ms. A. G. 31420), Münster I 72 (Sant Hs 3964) et Vienne D 22 (VII 28011 D). Une copie figure à Barcelone, Ms. M 1964 (no 12).

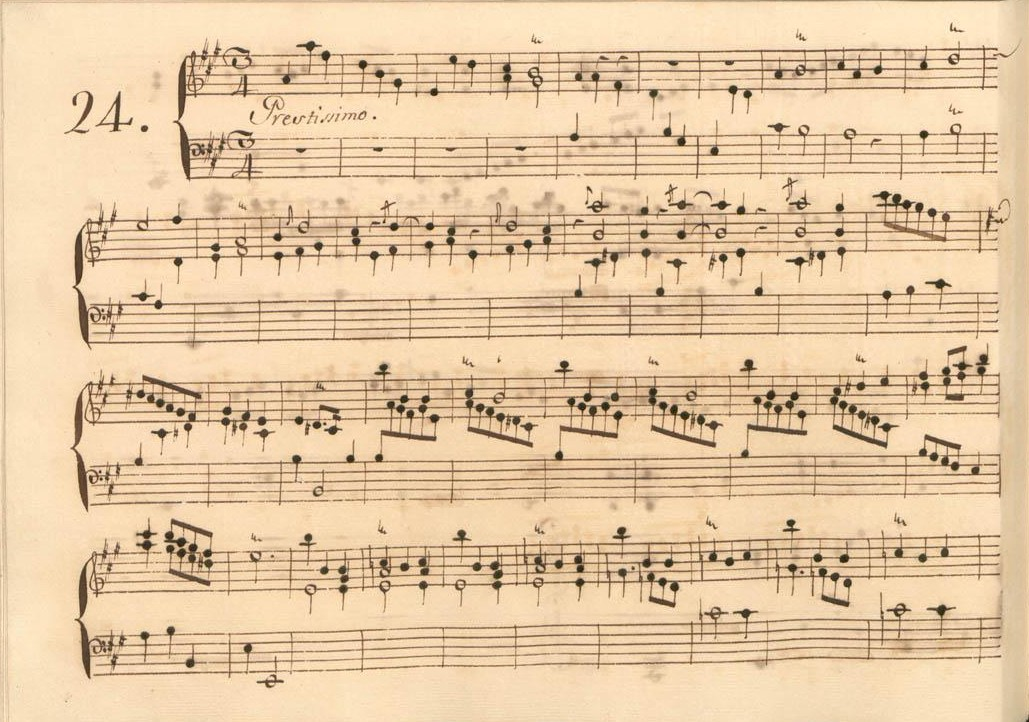
Parme XV 24.
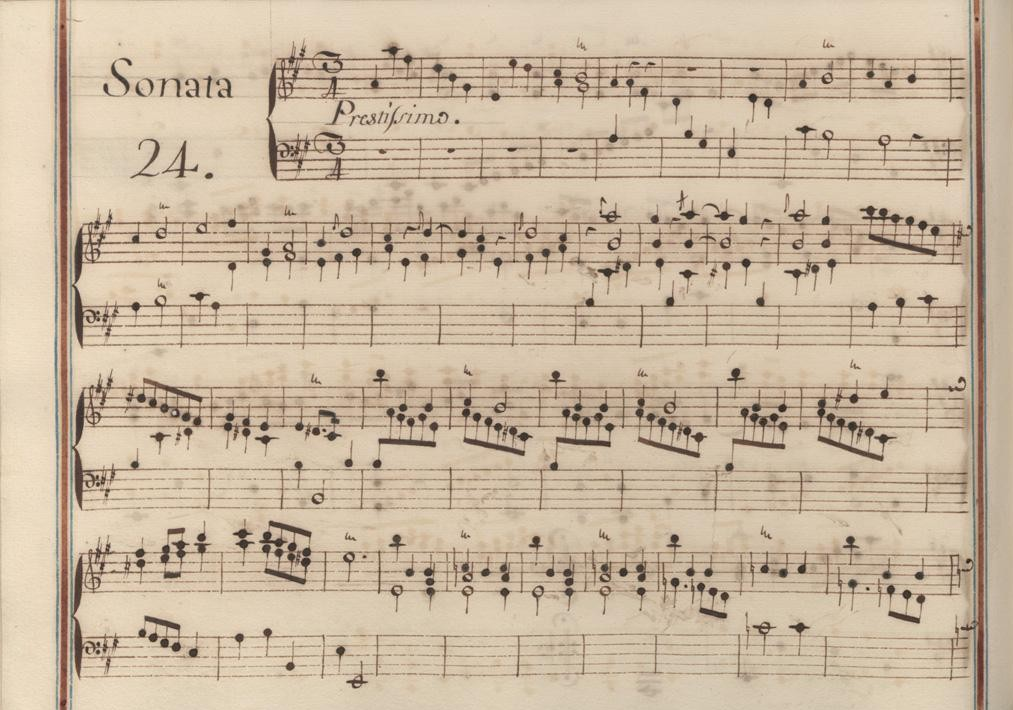
Venise XIII 24.

## Interprètes
La sonate K. 537 est défendue au piano notamment par Béla Bartók (1929, Hungaroton), Christian Zacharias (1994, EMI),Murray Perahia (1996, Sony) et Jenő Jandó (1999, Naxos) ; au clavecin par Zuzana Růžičková (1965, Supraphon), Scott Ross (1985, Erato), Colin Tilney (2000, Dorian), Richard Lester (2003, Nimbus, vol. 3) et Pieter-Jan Belder (Brilliant Classics).

## Sources
: document utilisé comme source pour la rédaction de cet article.
- Ralph Kirkpatrick (trad. de l'anglais par Dennis Collins), Domenico Scarlatti, Paris, Lattès, coll. « Musique et Musiciens », 1982 (1re éd. 1953 (en)), 493 p. (ISBN 978-2-7096-0118-4, OCLC 954954205, BNF 34689181).
- Alain de Chambure, « Domenico Scarlatti : Intégrale des sonates — Scott Ross », Erato (2564-62092-2), 1985 (OCLC 891183737) .
- (es) Celestino Yáñez Navarro (thèse), Nuevas aportaciones para el estudio de las sonatas de Domenico Scarlatti. Los manuscritos del Archivo de Música de las Catedrales de Zaragoza, Université autonome de Barcelone, 2016 (lire en ligne)